# Julie Bishop
Julie Isabel Bishop (n. Lobethal, Australia, el 17 de julio de 1956) es una política australiana. Fue Ministra de Relaciones Exteriores de su país en el gobierno de Tony Abbott, habiendo asumido el cargo el 18 de septiembre de 2013, hasta 2018.
Bishop es la líder suplente del Partido Liberal de Australia, además de ser la primera mujer en ocupar esta posición y la tercera mujer en la historia de Australia en ostentar el título de líder suplente de la oposición.
Ha sido miembro de la Cámara de Representantes de Australia desde 1998, representando al distrito de Curtin en Australia Occidental. Fue ministro en el gobierno de Howard hasta la derrota de la Coalición Liberal-Nacional en las elecciones federales de 2007. Bishop es republicana.

## Biografía
Julie Bishop nació en Lobethal, Australia Meridional, y fue educada el St Peter's Collegiat Girls' School y la Universidad de Adelaida. Se graduó de esta última con una licenciatura en derecho en 1978, y después ejerció como abogada en el bufete Mangan, Ey & Bishop de Adelaida, en donde fue socia. En 1983 Bishop se casó con Neil Gillio; sin embargo, se divorciaron cinco años después. Después tuvo una relación con el congresista estatal liberal y senador Ross Lightfoot. Actualmente se encuentra en una relación con Peter Nattrass, el exalcalde de Perth.
Luego de casarse, Bishop se mudó a Perth, en donde ejerció derecho como abogada de procesos comerciales en Robinson Cox (actualmente Clayton Utz). Se volvió socia en Clayton Utz en 1985, y gerente en la oficina de Perth en 1994. En 1996 ingresó a Harvard Business School en Boston y completó el programa avanzado de ocho semanas para gerentes.
Bishop fue directora del Tribunal de Apelaciones de Planeamiento Urbano de Australia Occidental, fue parte del senado de la Universidad de Murdoch, directora del Special Broadcasting Service y directora y fellow del Australian Institute of Management. También ha formado parte de la Junta Directiva del Lions Ear and Hearing Institute.

## En el Congreso
En 1998, Bishop fue preseleccionada por el Partido Liberal de Australia para disputar el curul por Curtin, Australia Occidental, y en las elecciones federales de ese año le ganó el escaño a Allan Rocher, quien era exmiembro del partido y había representado a Curtin desde 1981.
Luego de la derrota de los liberales en las elecciones estatales de 2001, Bishop fue propuesta como una posible candidata para liderar la oposición estatal. Inicialmente, Richard Court, el candidato liberal en las elecciones de 2001, anunció que continuaría su labor política al mando de la oposición; sin embargo, detrás de escenas estaba tratando de cerrar un trato a través del cual Bishop le hubiese pasado el curul federal al opositor interno de Court, Colin Barnett, hubiese entrado al parlamento a través de una elección especial ya sea con los escaños de Court o Barnett y de esta manera tomaría el lugar de Court como la líder liberal en el estado. El trato nunca se llevó a cabo, pero cuando Bishop lo rechazó, indicó que no era un arreglo extraño, sino más bien "innovador y diferente". Court se vio obligado a dejar la política y Barnett se convirtió en el nuevo líder de la oposición en el estado.

## Ministro en el gobierno de Howard
Bishop fue nombrada Ministro de la Tercera Edad en 2003. El 24 de enero de 2006 fue ascendida al puesto de Ministro de Educación y Ciencia y Ministro Asistente en Asuntos de Mujeres, posiciones que ocupó hasta la derrota de la Coalición en las elecciones federales del 24 de noviembre de 2007.
Las políticas educativas de Bishop se centraron en el desarrollo de estándares de educación nacionales al igual que salarios basados en desempeño para los profesores. El 13 de abril de 2007, los gobiernos estatales australianos se mostraron en oposición a las políticas de Bishop, en especial aquellas relacionadas con la paga según desempeño. En el presupuesto de 2007, el gobierno federal anunció un fondo de $5 mil millones para la educación superior, con el objetivo específico de proveer instituciones de educación terciaria de clase mundial en Australia.
Algunos de los comentarios de Bishop, como el que decía que "los estados han raptado ideológicamente los programas escolares y están malgastando $180 millones en duplicación innecesaria", han sido criticados por los profesores. Un avance de un discurso reciente decía que partes del currículum actual venían "directamente del Comandante Mao"; sin embargo, el comentario fue abandonado al final.

## Ministro en la Sombra y Líder Suplente del Partido Liberal

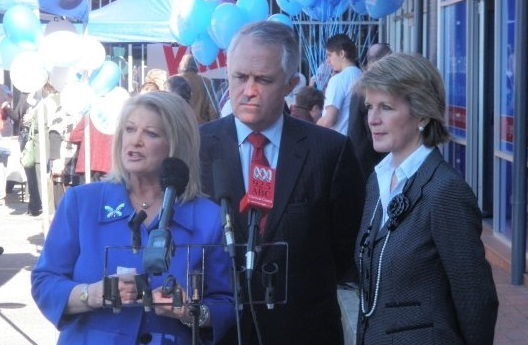
Bishop con Malcolm Turnbull (centro) y Helen Coonan (izquierda) en julio de 2009.

Luego de la derrota de la Coalición en las elecciones de 2007, Bishop fue nombrada líder suplente del Partido Liberal bajo la dirección de Brendan Nelson el 29 de noviembre de 2007. En una votación entre miembros del partido, Bishop ganó con 44 de los votos, uno más que el total combinado de sus competidores: Andrew Robb (25) y Christopher Pyne (18).
El 22 de septiembre se le ofreció a Bishop el rol del Tesorero en la Sombra por parte del Líder de la Oposición, Malcom Turnbull, convirtiéndola así en la primera mujer de cualquiera de los partidos más importantes en ocupar esta posición a nivel federal. El 16 de febrero de 2009, renunció asu cargo debido a la desaprobación interna sobre su desempeño en el Partido Liberal. Bishop pasó a Asuntos Exteriores al mismo tiempo que mantuvo su puesto como Líder Suplente; la posición en el tesoro fue tomada por Joe Hockey. El 1 de diciembre de 2009, Tony Abbott fue elegido como líder del partido y Bishop retuvo su puesto como segunda al mando.
En 2010, Bishop defendió la supuesta falsificación de pasaportes australianos por parte de la Mossad, indicando que muchos países falsificaban pasaportes para llevar a cabo operaciones de inteligencia, incluyendo a Australia. El gobierno atacó a Bishop por estos comentarios, diciendo que había "roto una práctica de muchos años" de no especular sobre actividades de inteligencia. Luego clarificó su comentario diciendo "no tengo conocimiento de que alguna autoridad australiana haya falsificado pasaportes de alguna nación."
Bishop retuvo el rol como líder suplente sin oposición luego de la cerrada derrota de la Coalición en las elecciones federales de 2010, y mantuvo sus posiciones como Ministro de Relaciones Exteriores y Ministro de Comercio en la sombra.